# École de Pansio
L'école de Pansio (finnois : Pansion koulu) est une école du quartier de Pansio à Turku en Finlande.

## Présentation
L'école de Pansio est une école primaire, qui comprend les classes de niveau 1 à 6 et une classe formant des enfants immigrés. 
Le bâtiment scolaire achevé en 1950 abrite la bibliothèque de Pansio qui est l'un des établissements de la bibliothèque municipale de Turku. 
Lorsqu'elle fut achevée en 1950, l'école de Pansio était la première école publique construite dans la banlieue de Turku après la guerre de continuation. 
L'école avait déjà commencé en novembre 1945 dans les locaux de la station navale de Pansio.
Le bâtiment scolaire, conçu par l'architecte municipal Totti Sora, compte deux étages. 
Ses façades sont crépies et le toit en pente est recouvert de briques. 
Les caractéristiques typiques des années 1950 sont les surfaces en ardoise, les plafonds intérieurs lambrissés, les portes laquées et les balustrades métalliques avec des mains courantes en bois laqué.
L'école de Pansio s'est transformée en une simple école primaire en 2008, lorsque les élèves du collège ont été transférés dans les écoles de Luolavuori et de Rieskalähti.
Au tournant des années 2010, l'école de Pansio devait être complètement fermée et les élèves transférés à l'école de Perno après sa rénovation. Cependant, la rénovation coûteuse de l'école de Perno a été abandonnée et l'école de Pansio a été autorisée à continuer.
À côté de l'école se trouve un terrain de sport connu sous le nom de parc de compétition de Pansio,.